# Jinnak Bolon
Der Jinnak Bolon (auch in der Schreibweise Jinnack, Djinak oder Ginak) ist ein Bolon in der senegalesischen Region Fatick nördlich von Jinack Island. Im benachbarten Gambia wird er Jinnak Creek genannt.
Die Mündung (Mündungstrichter, auch Ästuar) des Gambias ist ab diesem Punkt, dem Buniada Point, bis zum Cape St. Mary in Gambia, dem größten Ästuar Afrikas, ungefähr 20 Kilometer breit. Durch den Mangrovenwald vor der Insel St. Mary’s Island, den Tanbi Wetland Complex, verengt sich optisch die Flussmündung auf nur 4,8 Kilometer. 